# Павлищев Павло Федорович
Павло Федорович Павлищев (2 грудня 1898, місто Павлоград Катеринославської губернії, тепер Дніпропетровської області — розстріляний 8 грудня 1937, Харків) — український радянський діяч, 1-й секретар Полтавського міського комітету КП(б)У. Член ЦК КП(б)У в червні — вересні 1937 р.

## Біографія
Народився в родині селянина-бідняка. Закінчив повітове училище. Трудову діяльність розпочав учнем шевця, працював шевцем у майстерні.
Учасник громадянської війни у Росії, служив у Червоній армії.
Член РКП(б) з 1920 року.
Після демобілізації у 1920-і роки працював на різних низових посадах в радянському апараті міст Катеринослава і Харкова.
У 1928—1930 роках — відповідальний працівник ВУЦВК. У 1930—1932 роках — помічник голови ВУЦВК Григорія Петровського.
У 1932—1935 роках — заступник завідувача відділу партійних кадрів Харківського обласного комітету КП(б)У.
У 1935—1937 роках — 1-й секретар Чутівського районного комітету КП(б)У Харківської області.
30 квітня — вересень 1937 року — 1-й секретар Полтавського міського комітету КП(б)У.
20 вересня 1937 року заарештований органами НКВС. Засуджений Верховним Судом СРСР 7 грудня 1937 року за статтями 54-7, 54-8, 54-11 КК УРСР до розстрілу із конфіскацією майна. Розстріляний 8 грудня 1937 року. Посмертно реабілітований 12 жовтня 1957 року.